# Amblygonocarpus
Amblygonocarpus là một chi thực vật có hoa trong họ Đậu.